# Dominique Bona
Dominique Bona, sinh ngày 29.7.1953 tại Perpignan (Pyrénées-Orientales), là nhà văn người Pháp và là nữ viện sĩ của Viện hàn lâm Pháp từ ngày 18.4.2013 (ghế số 33).

## Tiểu sử và Sự nghiệp
Là con của nhà sử học và chính trị gia Arthur Conte (1920-2013), Dominique Bona học ở trường lycée Victor-Duruy, sau đó học ở đại học Sorbonne và đậu bằng thạc sĩ (agregé) văn chương hiện đại.
Bà đã làm nhà báo và nhà phê bình văn học ở đài phát thanh France Culture và France Inter từ năm 1976 tới năm 1980, sau đó làm nhà phê bình văn học cho nhật báo Le Quotidien de Paris từ năm 1980 tới năm 1985, rồi báo Figaro littéraire từ năm 1986.
Dominique Bona là thành viên Ban giám khảo Giải Renaudot từ năm 1999. Ngày 18.4.2013, bà được bầu vào Viện hàn lâm Pháp (ghế số 33).

## Tác phẩm
- Les Heures volées, tiểu thuyết, Nhà xuất bản Mercure de France, 1981.
- Argentina, tiểu thuyết, Nhà xuất bản Mercure de France, 1984.
- Romain Gary, tiểu sử, Nhà xuất bản Mercure de France, 1987 - Grand Prix de la biographie de l'Académie française.
- Les Yeux noirs ou « les vies extraordinaies des sœurs Hérédia », tiểu sử, Nhà xuất bản Lattès, 1989 - Grand Prix de la Femme, Alain Boucheron, Prix de l'Enclave des Papes, Prix Lutèce, Prix des Poètes français.
- Malika, tiểu thuyết, Nhà xuất bản Mercure de France, 1992
- Gala, tiểu sử, Nhà xuất bản Flammarion, 1994.
- Stefan Zweig, l'ami blessé, tiểu sử, Nhà xuất bản Plon, 1996.
- Le Manuscrit de Port-Ébène, tiểu thuyết, Nhà xuất bản Grasset, 1998
- Berthe Morisot, le secret de la femme en noir, tiểu sử, Nhà xuất bản Grasset, 2000 - Bourse Goncourt de la biographie, Prix Bernier de l'Académie des Beaux-Arts.
- Il n'y a qu'un amour, tiểu thuyết, Nhà xuất bản Grasset, 2003 – Tác phẩm về André Maurois và những cuộc tình của ông.
- La Ville d'hiver, tiểu thuyết, Nhà xuất bản Grasset, 2005.
- Camille et Paul: La passion Claudel, tiểu sử, Nhà xuất bản Grasset, 2006.
- Clara Malraux, tiểu sử, Nhà xuất bản Grasset, 2010.
- Stefan Zweig, tiểu sử, Nhà xuất bản Grasset, 2010.
- Deux sœurs: Yvonne et Christine Rouart, muses de l'impressionnisme, Nhà xuất bản Grasset, 2012 - Prix spécial Simone-Veil 2012
- Je suis fou de toi, tiểu sử, Nhà xuất bản Grasset, 2014.

## Giải thưởng
- Giải Renaudot năm 1998 cho quyển Le Manuscrit de Port-Ébène[3]
- Prix Interallié năm 1992 cho quyển Malika
- Prix Méditerranée năm 1994 cho quyển Gala